# Fernando Reinlein
José Fernando Reinlein García-Miranda, más conocido por Fernando Reinlein (Barcelona, 1945), es un militar retirado y periodista español.

## Biografía

### Trayectoria como militar
Perteneció a la Unión Militar Democrática (UMD), organización clandestina fundada en 1974 por oficiales y suboficiales que se oponían a la dictadura franquista y cuyo objetivo era democratizar las Fuerzas Armadas.
Fue detenido a mediados de 1975. Un Consejo de guerra celebrado en marzo de 1976  en Hoyo de Manzanares (Madrid), le condenó por un delito de conspiración para la rebelión militar, que le llevó a la expulsión del Ejército y de una petición de pena de cuatro años a pasar un año de reclusión en una prisión militar en Cartagena. Tras el fin de la dictadura, los miembros de la UMD fueron excluidos de la amnistía de 1977. En 1987 se amplió, a iniciativa del PSOE, la Ley de amnistía para los militares, sin derechos de atrasos económicos. Ese mismo año fueron rehabilitados, aunque les obligaron a pasar a la reserva.
En 2010 el honor les fue restituido por la ministra de Defensa, Carme Chacón. El gobierno entregó las Cruces del Mérito Militar y Aeronáutico a catorce antiguos miembros de la UMD.
En 2009 los miembros de UMD recibieron el premio anual de la Fundación Abogados de Atocha.
Es teniente coronel de infantería retirado y preside en la actualidad el Foro Milicia y Democracia.

### Trayectoria como periodista
Como periodista dirigió en 1996 Diario 16 donde se dedicó a los asuntos militares y descubrió diferentes tramas golpistas. Como director adjunto de Diario 16 investigó los primeros pasos de los GAL en el sur de Francia.

## Publicaciones
Libros
- Capitanes rebeldes. Los militares españoles durante la transición, de la UMD al 23-F. 2002. La Esfera de los Libros.
- 30 Años Después: La Transición Uniformada. 2007.  Foro Milicia y Democracia.

Artículos de revistas
- No todo el Ejército era franquista. 1999. Cambio 16.
- UMD, la inquietud del franquismo. 1999. Historia 16
- UMD: ¿Dónde están los capitanes?. 1999. La Aventura de la historia
- Cuando la UMD rompió filas. 2002. Cambio 16.
- La Transición en las Fuerzas Armadas. 2002
- Ruido de monedas. 2003. Cambio 16.
- Reinlein, F.; Peces-Barba Martínez, G. Valores democráticos de la II República. 2005. Colección Actualidad (Centro de Estudios Andaluces).

Colaboraciones en obras colectivas
- El papel de las Fuerzas Armadas y la libertad de expresión. 2002.